# Ali Hoszni
Ali Hoszni Fajszal (arabul: علي حصني فيصل; 1994. október 1. –) iraki labdarúgó, az élvonalbeli Al-Shorta Baghdad középpályása.

## Pályafutása

### A válogatottban
2014. február 21-én mutatkozott be az iraki válogatottban az Észak-Korea elleni 2–0-ra végződő barátságos mérkőzésen. 2015-ben a 4. helyen végzett Irak színeiben a 2015-ös Ázsia-kupán. 2016-ban behívták a riói olimpiai játékokra, majd három évvel később a 2019-es Ázsia-kupára.